# Dom Anne Frank
Dom Anne Frank – muzeum w Amsterdamie poświęcone Anne Frank, autorce Dziennika Anne Frank, która wraz z rodziną i czwórką znajomych ukrywała się w pokojach na tyłach budynku przed nazistowskimi prześladowaniami podczas II wojny światowej. Muzeum wystawia pamiątki związane z życiem Anne Frank i jej kryjówką (zwaną w holenderskim Achterhuis) oraz urządza wystawy dotyczące przeróżnych form dyskryminacji i prześladowań.
Muzeum zostało otwarte 3 maja 1960, trzy lata po założeniu fundacji chroniącej budynek przed wyburzeniem przez deweloperów.

## Historia domu
Dom Anne Frank oraz sąsiedni budynek pod numerem 265 (zakupiony później przez muzeum) został zbudowany w 1635 roku przez Dirka van Delfta. Główną fasadę od strony kanału poddano renowacji w 1739 roku, zaś aneks na tyłach budynku został zburzony, a na jego miejscu postawiono budynek, który zachował się do dziś. Początkowo był to prywatny dom mieszkalny, a następnie warsztat, używany w XIX wieku jako stajnia. Na początku XX wieku w budynku produkowane były meble, a w latach 1930–1939 części do pianin. 1 grudnia 1940 roku do budynku zostały przeniesione biura Opekty i Pectaconu, w których pracował ojciec Anne Frank, Otto.
Parter budynku składał się z trzech części: w części frontowej znajdowało się wejście dostawcze, w środkowej młynki do przypraw, a w tylnej, która była jednocześnie parterem aneksu, była pakowalnia przypraw. Na pierwszym piętrze znajdowały się biura. Miep Gies, Bep Voskuijl i Johannes Kleiman pracowali w biurze z przodu budynku, Victor Kugler w części środkowej, a Otto Frank w biurze na tyłach budynku, nad warsztatem i pod piętrami, w których ukrywał się z rodziną i znajomymi przez dwa lata.
Aneks, w którym Otto Frank urządził kryjówkę, znajduje się w tylnej części budynku. Był on ukryty przed oczyma przechodniów przez otaczające go z czterech stron domy. Właśnie takie położenie uczyniło z aneksu idealne miejsce na kryjówkę dla Ottona, jego żony Edith, córek Margot i Anne oraz ich czwórki przyjaciół: Hermanna van Pelsa, jego żony Augusty, ich syna Petera oraz znajomego dentysty Fritza Pfeffera. Całkowita powierzchnia kryjówki wynosiła około 46 m². Anne wspomina w swoim dzienniku, że ich kryjówka była o wiele lepsza od innych, o których słyszała. Cała ósemka pozostała w ukryciu przez ponad 2 lata aż do anonimowego ujawnienia ich miejsca pobytu władzom hitlerowskim. Wszyscy zostali umieszczeni w obozach koncentracyjnych; jedynie Otto Frank przeżył wojnę.

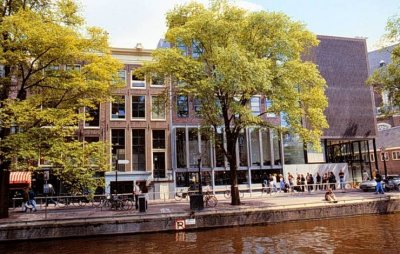
Muzeum - widok od Prinsengracht

Po aresztowaniu grupy kryjówka została przeszukana, a ubrania, meble i inne przedmioty codziennego użytku zostały przejęte przez władze i przekazane niemieckim rodzinom – ofiarom bombardowań. Tuż przed opróżnieniem kryjówki Miep Gies i Bep Voskuijl zdołali uratować część przedmiotów. Wśród nich były pamiętniki Anne.
Po zakończeniu wojny Otto Frank powrócił do Amsterdamu i otrzymał rękopisy córki. W 1947 ukazało się pierwsze wydanie Dziennika Anne Frank.

## Muzeum

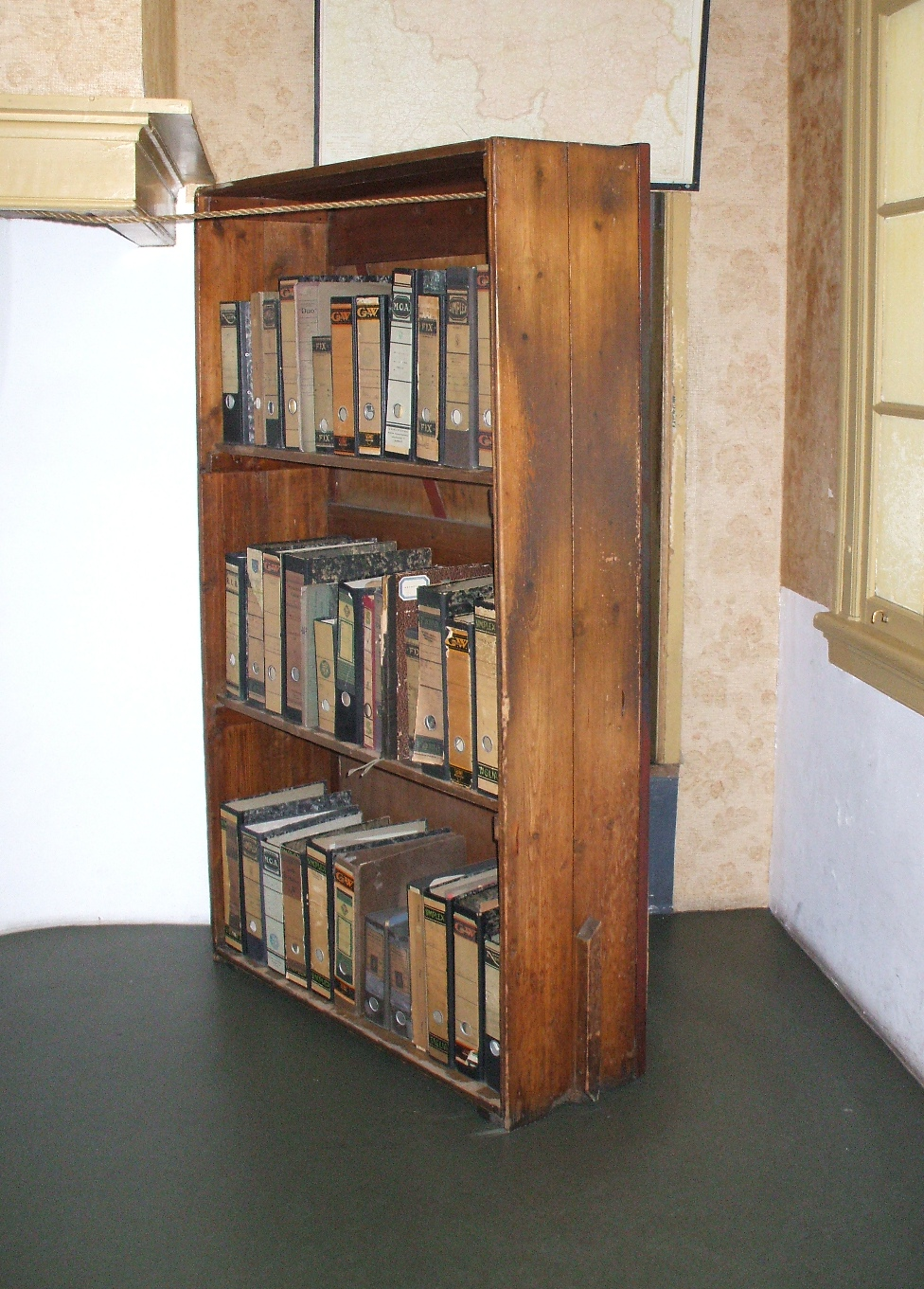
Rekonstrukcja regału z książkami, za którym znajdowało się wejście do kryjówki

Wkrótce po publikacji Dziennika Anne Frank w budynku przy Prinsengracht 265 pojawili się pierwsi chętni do obejrzenia kryjówki. Współpracownicy Ottona Franka, którzy podczas wojny pomagali ukrywającym się, urządzali nieoficjalne prezentacje. W 1955 okoliczne domy zostały kupione przez agencję nieruchomości, która chciała je wyburzyć i zbudować w tym miejscu fabrykę. 23 listopada 1955 w gazecie Het Vrije Volk rozpoczęła się kampania mająca na celu ocalenie budynku i wpisanie go na listę ochronną. 3 maja 1957 roku powstała "Fundacja Anne Frank" założona przez Ottona Franka i Johannesa Kleimana. Głównym jej celem była zbiórka pieniędzy na kupno i odnowienie budynku. W październiku tego samego roku firma będąca właścicielem budynku przekazała go za darmo "Fundacji", która za zebrane dotychczas pieniądze kupiła sąsiedni budynek przy Prinsengracht nr 267. Wkrótce okoliczne budynki zostały rozebrane. "Dom Anne Frank" został oficjalnie otwarty w 1960 roku.
Od tego czasu "Dom Anne Frank" przyciągnął wielu zwiedzających. W 2007 roku muzeum odwiedziło ponad milion osób.
Budynek był dwukrotnie remontowany w 1970 i 1999 roku. 28 września 1999 królowa Holandii Beatrycze dokonała ponownego otwarcia muzeum i m.in. zrekonstruowanych biur we frontowej części budynku.
W muzeum można obejrzeć Oscara, którego Shelley Winters otrzymała za rolę Petronelli van Daan w filmie Pamiętnik Anny Frank i przekazała muzeum.